# Sol minore

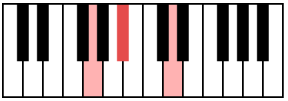
L'accordo di sol minore (triade) è composto da Sol-Si♭-Re.

La tonalità di Sol minore è incentrata sulla nota tonica Sol. Può essere abbreviata in sol m oppure in Gm secondo il sistema anglosassone.
La scala minore naturale del sol è:
Sol, La, Si♭, Do, Re, Mi♭, Fa, Sol.
L'armatura di chiave è la seguente (2 bemolli):
```

Alterazioni
 (da sinistra a destra): 
si♭, mi♭.
```

La rappresentazione coincide con quella della tonalità relativa Si bemolle maggiore.
Durante l'epoca barocca, era facile trovare l'annotazione con un solo bemolle.